# サンティアゴ・ウルキアガ
サンティアゴ・ウルキアガ・ペレス（Santiago Urquiaga Pérez、1958年4月18日 - ）は、スペイン・バラカルド出身の元サッカー選手。ポジションはDFだった。

## クラブ経歴
1978-79シーズン、ラ・リーガのアスレティック・ビルバオでプロデビューを果たすと、翌シーズンからレギュラーに定着。1982-83シーズンからのリーグ2連覇や1984-85シーズンのスーペルコパ優勝など、1980年代のビルバオ黄金期の中心選手として活躍した。
1987年7月、RCDエスパニョールに移籍。1年目目にUEFAカップ決勝まで勝ち進んだチームの一員になるも、2シーズン目にエスパニョールがセグンダ・ディビシオンへと降格したため、30歳で現役を引退した。

## 代表経歴
スペイン代表通算14試合出場。1982 FIFAワールドカップとUEFA欧州選手権1984のスペイン代表メンバーでもあった。W杯では主に控え選手としてチームに帯同したが、後者のEUROではレギュラーの座を奪い、フランスとの決勝戦にも先発フル出場を果たした。

## タイトル
アスレティック・ビルバオ
- ラ・リーガ : 2回 (1982-83, 1983-84)
- コパ・デル・レイ : 1回 (1983-84)
- スーペルコパ : 1回 (1984)